# ダンボールハウスガール
ダンボールハウスガールは、2001年10月6日に公開された日本の映画。原作者は萱野葵。
米倉涼子の映画初主演作品。

## 概要・あらすじ
- 彼とアメリカに旅立つ日を夢見て退屈なOL生活を耐え抜き、ようやく貯金をすることができた1人の女。これまでのつまらない生活を全て円満に整理する事ができ、いよいよアメリカに旅立つ矢先空き巣に入られ、銀行から引き出した貯金全額を盗られてしまう。更には肝心の彼の二股も発覚、急転直下ホームレス生活になってしまう。町をさまよい、たどり着いたホームレス村で彼女が見た「人生」とは…。
- 「全てを失くした女のサバイバル」がテーマであることから、主要スタッフに女性がいる事を前面に出したプロモーションが行われた。
- CineAltaによる撮影である。

## キャスト
- 桜井杏：米倉涼子
- 刑事：ブラザートム
- ウォン：P・J
- 蘭々（ホームレス集団の頭領）：吉田日出子
- 杏のアパートの大家：樹木希林
- あゆみ（杏の前職である教師時代の教え子）：伴杏里
- 山村美智
- 櫻田宗久
- 加瀬亮
- 有福正志
- 大倉孝二
- 鈴木一功
- クリス：モニーク・ローズ
- 東海林愛美
- 平岩紙
- 黒沼弘己
- 本間しげる
- 森下能幸
- 川屋せっちん
- 朴本早紀子

ほか

## スタッフ
- 監督：松浦雅子
- 脚本：松浦雅子、高橋美幸
- 原作：萱野葵「段ボールハウスガール」（角川文庫）
- 製作：佐々木亜希
- 製作：QFRONT、電通、シネカノン、クリーク・アンド・リバー社、サイブロ、Qムービー、東映ビデオ
- 企画製作：チームオクヤマ
- プロデューサー：橋本直樹
- アシスタントプロデューサー：樋口慎祐
- 撮影監督：篠田昇
- 音楽：内山肇
- 美術：吉田悦子
- 録音 伊藤裕規
- 音響効果：アルカブース
- MA：アオイスタジオ、サウンド・シティ
- 美術協力：ひまわり、ポパイ・アート、WATERMELON COMPANY、山崎美術
- 技術協力：IMAGICA
- 編集協力：ポスト・プロダクション・センター
- 特別協力：ソニー、ソニーマーケティング
- 制作協力：ネットクリエイティブ、オスカープロモーション
- 制作：ウィルコ
- 配給：シネカノン、チームオクヤマ